# Paul Angerer
Paul Angerer (n. 16 mai 1927, Viena, Republica Austriacă – d. 26 iulie 2017) a fost un compozitor și dirijor austriac.

## Viața
Paul Angerer a studiat în Viena vioară, pian, teorie muzicală, compoziție cu F. Reidinger și A. Uhl, dirijat cu H. Swarowsky. În perioada 1952 - 1956 a fost solist la violă la Orchestra Filarmonică din Viena. A fost șef de orchestră la Bonn și Ulm. Între anii 1960 și 1990 a fost compozitor și șef de orchstră la Burgtheater din Viena. Între 1971 și 1981 a condus orchestra de cameră din Pforzheim, din 1982 conduce ansamblul Concilium Musicum în Viena. A fost profesor la Viena în perioada 1981 -1992.
Stilul componistic al lui Paul Angerer a fost influențat la început de Paul Hindemith.

## Lucrări (selecție)

### Muzică vocală
- Missa pro coro a cappella, 1946
- Das Narrenoratorium (Oratoriul pentru bufoni), 1946
- Gesang von mir selbst (Cânt de mine însumi), 1946
- Missa Seitenstettensis, 1987

### Muzică pentru scenă
- Agamemnon muss sterben (Agamenon trebuie să moară) - cantată dramatică, 1954
- Die Paßkontrolle (Control la pașaport) - operă pentru televiziune, 1958

### Muzică instrumentală
- Simfonia I, 1945
- Gradatio pentru orchestră, 1951
- Musica ad impulsum et pulsum, 1955
- Conférence entre deux violoncelles avec accompagnement d'orchestre de chambre, 1956
- Ire in Orbem, 1975
- Luctus et gaudium, 1977
- Musica conquisita, 1981

numeroase piese pentru diferite combinații de instrumente și tipuri de orchestre. 